# Castiello (La Barca)
Castiello (en asturiano y oficialmente: Castieḷḷu) es una casería que pertenece a la parroquia de Parroquia de La Barca en el concejo de Tineo (Principado de Asturias). Se encuentra a 376 m s. n. m. y está situada a 18 km de la capital del concejo, la villa de Tineo. 

## Población
En 2020 contaba con una población de 10 habitantes (INE, 2020) repartidos en un total de 6 viviendas (INE, 2010).